# Canton d'Avignon-Ouest
Pour les articles homonymes, voir Avignon (homonymie).
Le canton d'Avignon-Ouest est une ancienne division administrative française du département de Vaucluse, en région Provence-Alpes-Côte d'Azur.

## Histoire
Le canton, créé en 1973, est supprimé par le décret du 28 février 2014 qui entre en vigueur à l'issue des élections départementales de mars 2015.

## Composition
| Nom                 | Code Insee | Intercommunalité | Population (dernière pop. légale)               |
| ------------------- | ---------- | ---------------- | ----------------------------------------------- |
| Avignon (chef-lieu) | 84007      | CA Grand Avignon | Fraction : 23 867(2012) Commune : 92 209 (2014) |

## Administration
| Période              | Identité      | Parti        | Qualité |
| -------------------- | ------------- | ------------ | --- |
| Canton créé en 1973. |               |              | |
| 1973-1976            | Pierre Duplan | CNIP         | Adjoint au maire d'Avignon Conseiller général du Canton d'Avignon-Sud (1964-1973)                             |
| 1976-1982            | Paul Travail  | PS           | Adjoint au maire d'Avignon                                                                                    |
| 1982-2015            | Alain Dufaut  | RPR puis UMP | Sénateur de Vaucluse (1987-2014) Conseiller municipal (1989-1995) puis adjoint au maire (1995-2004) d'Avignon |